# Leucophenga albofasciata
Leucophenga albofasciata är en tvåvingeart som först beskrevs av Macquart 1851.  Leucophenga albofasciata ingår i släktet Leucophenga och familjen daggflugor. Inga underarter finns listade i Catalogue of Life.